# Zeeland (Dakota del Nord)
Zeeland és una població dels Estats Units a l'estat de Dakota del Nord. Segons el cens del 2000 tenia 141 habitants.

## Demografia
Segons el cens del 2000, Zeeland tenia 141 habitants, 73 habitatges, i 40 famílies. La densitat de població era de 181,5 hab./km².
Dels 73 habitatges en un 19,2% hi vivien nens de menys de 18 anys, en un 45,2% hi vivien parelles casades, en un 6,8% dones solteres, i en un 45,2% no eren unitats familiars. En el 45,2% dels habitatges hi vivien persones soles el 37% de les quals corresponia a persones de 65 anys o més que vivien soles. El nombre mitjà de persones vivint en cada habitatge era d'1,93 i el nombre mitjà de persones que vivien en cada família era de 2,65.
Per edats la població es repartia de la següent manera: un 19,1% tenia menys de 18 anys, un 5% entre 18 i 24, un 17% entre 25 i 44, un 18,4% de 45 a 60 i un 40,4% 65 anys o més.
L'edat mediana era de 57 anys. Per cada 100 dones de 18 o més anys hi havia 96,6 homes.
La renda mediana per habitatge era de 18.000 $ i la renda mediana per família de 28.125 $. Els homes tenien una renda mediana de 19.583 $ mentre que les dones 17.500 $. La renda per capita de la població era de 12.268 $. Entorn del 14,8% de les famílies i el 29,1% de la població estaven per davall del llindar de pobresa.

## Poblacions properes
El següent diagrama mostra les poblacions més properes.